# Feketeardó
Feketeardó (ukránul Чорнотисів (Csornotisziv / Chornotysiv)) falu Ukrajnában, Kárpátalján, a Beregszászi járásban.

## Fekvése
Nagyszőlőstől 13 km-re délkeletre a Tisza bal partján a Fekete-víz mellett fekszik, falutanácsi központ, melyhez Hömlőc is tartozik.

## Nevének eredete
Neve a királyi erdőóvók elnevezéséből származik, a fekete folyóvízre utaló megkülönböztetéssel.

## Története
Feketeardó környéke már a bronzkorban lakott volt.
Nevét 1319-ben említik először az oklevelekben Ordo néven. Királyi erdőóvók alapították a 13. század elején.
Neve szerepelt az 1334 évi pápai tizedjegyzékben is. 1355-ben királyi kiváltságokat kapott.
A település első ismert birtokosa Thyba fia Miklós volt, majd a későbbiekben az Ardaiak birtoka lett, az övék maradt az elkövetkező két évszázadban is, majd a Rákóczi családé lett, majd a kuruc idők után a Barkócziak birtoka lett.
A 15. században jelentős gazdasági szerepe volt.
1910-ben 1662 lakosából 1277 magyar, 19 német, 364 ruszin volt. Ebből 652 görögkatolikus, 572 református, 293 izraelita volt.
A trianoni békeszerződésig Ugocsa vármegye Tiszántúli járásához tartozott.

## Népesség
Ma a falu 2240 lakosából 685 (25%) a magyar.

## Közlekedés
A települést érinti a Nagyvárad–Székelyhíd–Érmihályfalva–Nagykároly–Szatmárnémeti–Halmi–Királyháza-vasútvonal.

## Látnivalók
- Római katolikus temploma 13. századi, a 15. században gótikus stílusban bővítették. 1913-ban helyreállították. Belső vakolata alatt 14. századi freskók vannak.
- Református temploma 1877-ben épült az 1765-ből való fatemplom helyett. Tornya 1893-ban készült el.

## Galéria

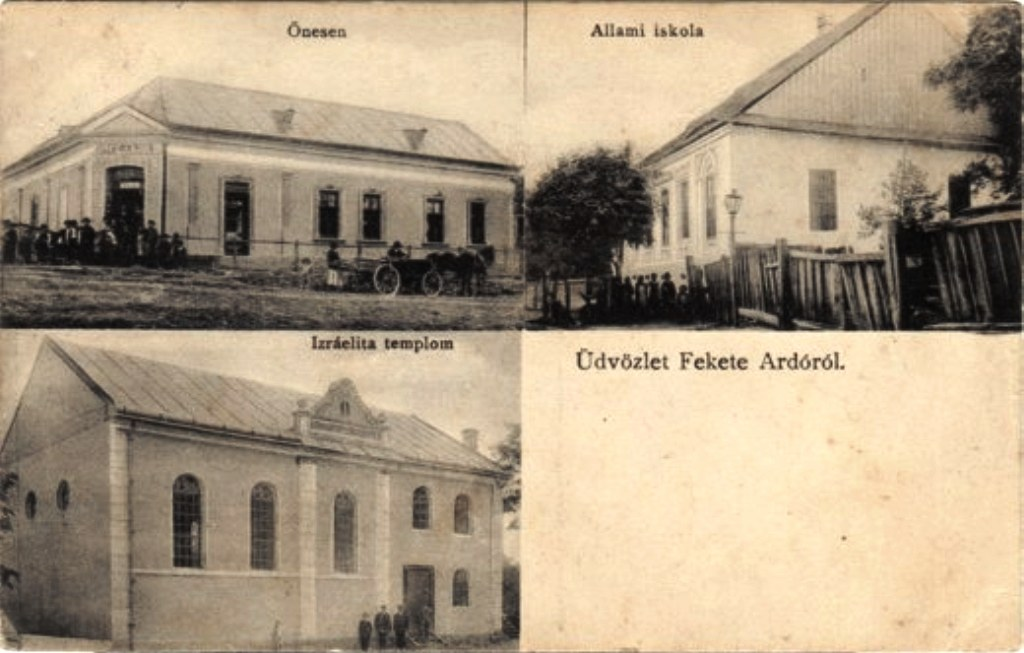
Zsinagóga